# Oak Ridge (hrabstwo Kaufman)
Oak Ridge – miasto w Stanach Zjednoczonych, w stanie Teksas, w hrabstwie Kaufman.